# Yazır, Kumluca
Yazır là một xã thuộc huyện Kumluca, tỉnh Antalya, Thổ Nhĩ Kỳ. Dân số thời điểm năm 2011 là 969 người.